# Paul Steinhardt

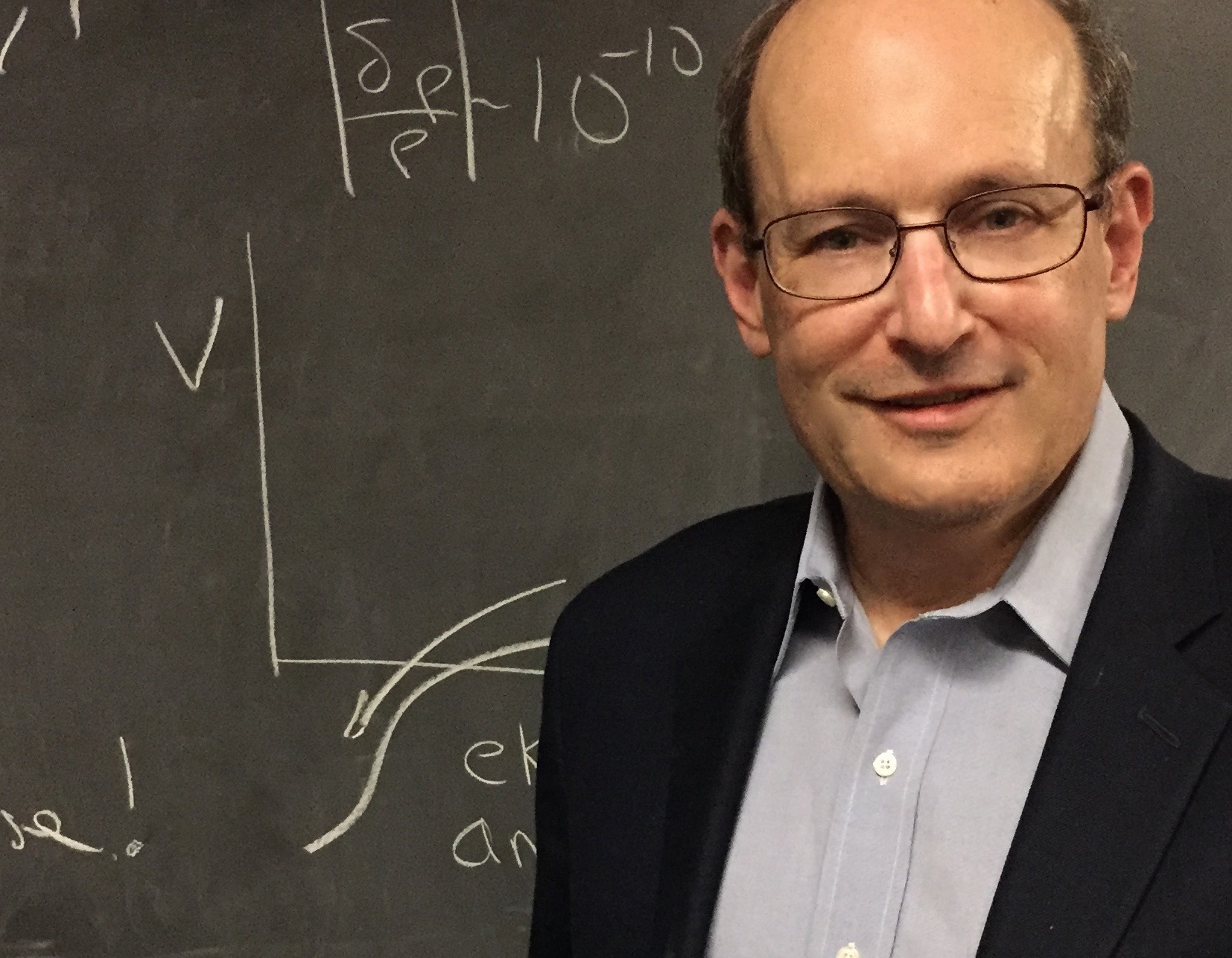
Steinhardt in 2015

Paul Joseph Steinhardt (geboren 25 december 1952) is een theoretisch natuurkundige uit de Verenigde Staten van Amerika.
Steinhardt studeerde op het California Institute of Technology (Bachelor 1974), en promoveerde in 1978 op Harvard. Vanaf 1981 had de positie van junior fellow op Harvard en deed onderzoek. In 1989 werd hij professor aan de University of Pennsylvania. Sinds 1998 is hij professor aan de Princeton University; per 2001 is hij daar Albert-Einstein Professor.
Steinhardt is bekend door zijn werk in de theoretische kosmologie. Hij werkte aan de theorie van het nieuwe inflationaire model met Andreas Albrecht en denkt over kwintessens, een theoretische benadering van donkere materie. Verder werkte hij aan methodologische fundamenten zodat door astronomische waarnemingen kosmologische modellen verklaard kunnen worden.
Steinhardt was van 1982 tot 1986 Alfred P. Sloan Fellow en in 1994/5 Guggenheim Fellow. In 2002 kreeg hij de Diracmedaille (ICTP). In 2010 kreeg hij met Dov Levine en Alan Mackay de Oliver E. Buckley Condensed Matter Prize voor zijn werk aan quasikristallen.

## Publicaties
Steinhardt publiceerde meer dan 200 wetenschappelijk werken.
- A. Albrecht en P. J. Steinhardt: Cosmology For Grand Unified Theories With Radiatively Induced Symmetry Breaking. In. Physical Review Letters. Band 48, 1982, S. 1220.
- J. M. Bardeen, P. J. Steinhardt en M. S. Turner: Spontaneous Creation Of Almost Scale-Free Density Perturbations In An Inflationary Universe. In. Physical Review D. Band 28, 1983, S. 679. DOI:10.1103/PhysRevD.28.679
- P. J. Steinhardt en S. Ostlund: The Physics of Quasicrystals. World Scientific, Singapore 1987.
- R. R. Caldwell, R. Dave en P. J. Steinhardt: Cosmological Imprint of an Energy Component with General Equation-of-State. In: Physical Review Letters. Band 80, 1998, S. 1582, arXiv:astro-ph/9708069.
- I. Zlatev, L. M. Wang en P. J. Steinhardt: Quintessence, Cosmic Coincidence, and the Cosmological Constant. In. Physical Review Letters. Band 82, 1999, S. 896, arXiv:astro-ph/9807002.
- N. A. Bahcall, J. P. Ostriker en P. J. Steinhardt: The Cosmic Triangle: Revealing the State of the Universe. In: Science. Band 284, 1999, S. 1481, arXiv:astro-ph/9906463.
- D. N. Spergel en P. J. Steinhardt: Observational evidence for self-interacting cold dark matter. In: Physical Review Letters. Band 84, 2000, S. 3760, arXiv:astro-ph/9909386.
- J. Khoury, B. A. Ovrut, P. J. Steinhardt en N. Turok: The ekpyrotic universe. Colliding branes and the origin of the hot big bang. In: Physical Review D. Band 64, 2001, 123522, arXiv:hep-th/0103239.
- P. J. Steinhardt en Neil Turok: Cosmic evolution in a cyclic universe. In: Physical Review D. Band 65, 2002, 126003, arXiv:hep-th/0111098.
- P. J. Steinhardt en N. Turok: Endless universe. Beyond the Big Bang. Doubleday, New York [u.a.] 2007, ISBN 978-0-385-50964-0

Hij schreef ook een populairwetenschappelijk verslag van zijn zoektocht naar quasikristallen:
- The Second Kind of Impossible. The Extraordinary Quest for a New Form of Matter, 2018